# Dynastie ottomane
La dynastie ottomane, connue sous le nom de famille Osmanoglu, rassemble les descendants d'Osman Ier, le fondateur de l'Empire ottoman. Elle règne sur l'empire jusqu'à l'abolition du sultanat, le 1er novembre 1922, puis celle du califat, le 3 mars 1924,.
Les membres de la famille impériale sont déchus de leur nationalité et expulsés du pays, leurs biens confisqués par le trésor public. Les femmes de la famille sont autorisées à redemander la nationalité turque et à rentrer au pays en 1952 ; les hommes en 1974. La famille impériale ottomane compte aujourd'hui 77 membres, vivant pour la plupart hors de Turquie.

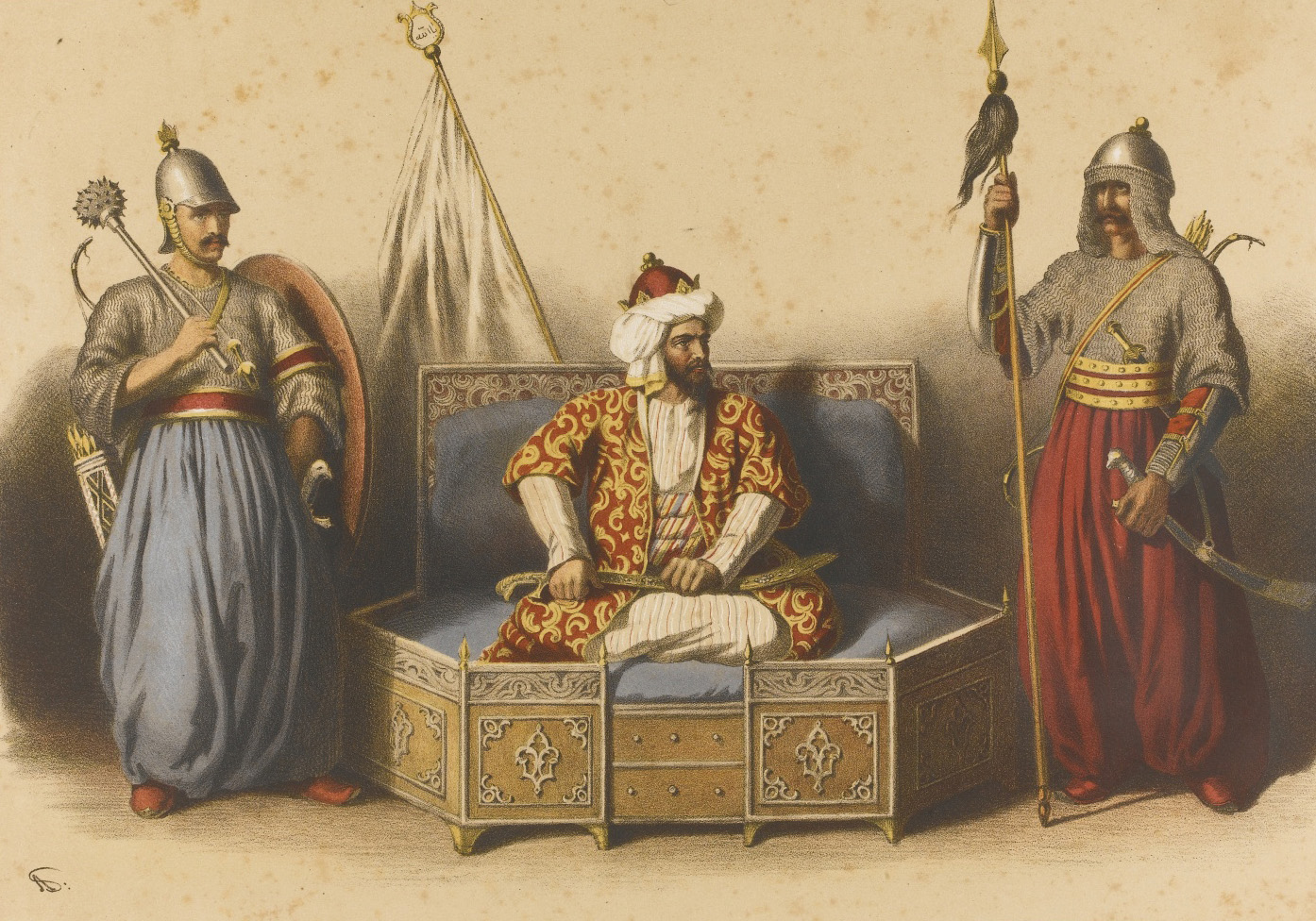
Osman Ier (au milieu)

## Liste des souverains ottomans
- Osman Ier (1281-1326)
- Orhan (1326-1362)
- Mourad Ier (1362-1389)
- Bajazet Ier (1389-1402)
- Interrègne (1402-1413)
- Mehmed Ier (1413-1421)

Drapeau de l'Empire ottoman en 1914.

- Mourad II (1421-1444 et 1446-1451)
- Mehmed II (1444-1446 et 1451-1481)
- Bajazet II (1481-1512)
- Sélim Ier (1512-1520), premier calife
- Soliman Ier le Magnifique (1520-1566)
- Sélim II (1566-1574)
- Mourad III (1574-1595)
- Mehmed III (1595-1603)
- Ahmet Ier (1603-1617)
- Moustapha Ier (1617-1618 et 1622-1623)
- Osman II (1618-1622)
- Mourad IV (1623-1640)
- Ibrahim Ier (1640-1648)
- Mehmed IV (1648-1687)
- Soliman II (1687-1691)
- Ahmet II (1691-1695)
- Moustafa II (1695-1703)
- Ahmed III (1703-1730)
- Mahmoud Ier (1730-1754)
- Osman III (1754-1757)
- Moustafa III (1757-1774)
- Abdülhamid Ier (1774-1789)
- Sélim III (1789-1807)
- Moustafa IV (1807-1808)
- Mahmoud II (1808-1839)
- Abdülmecid Ier (1839-1861)
- Abdülaziz (1861-1876)
- Mourad V (1876)
- Abdülhamid II (1876-1909)
- Mehmed V (1909-1918)
- Mehmed VI (1918-1922), dernier sultan
- Abdülmecid II (1922-1924), dernier calife

## Liste des chefs de la dynastie depuis 1922
- Mehmed VI (1922-1926)
- Abdülmecid II (1926-1944)

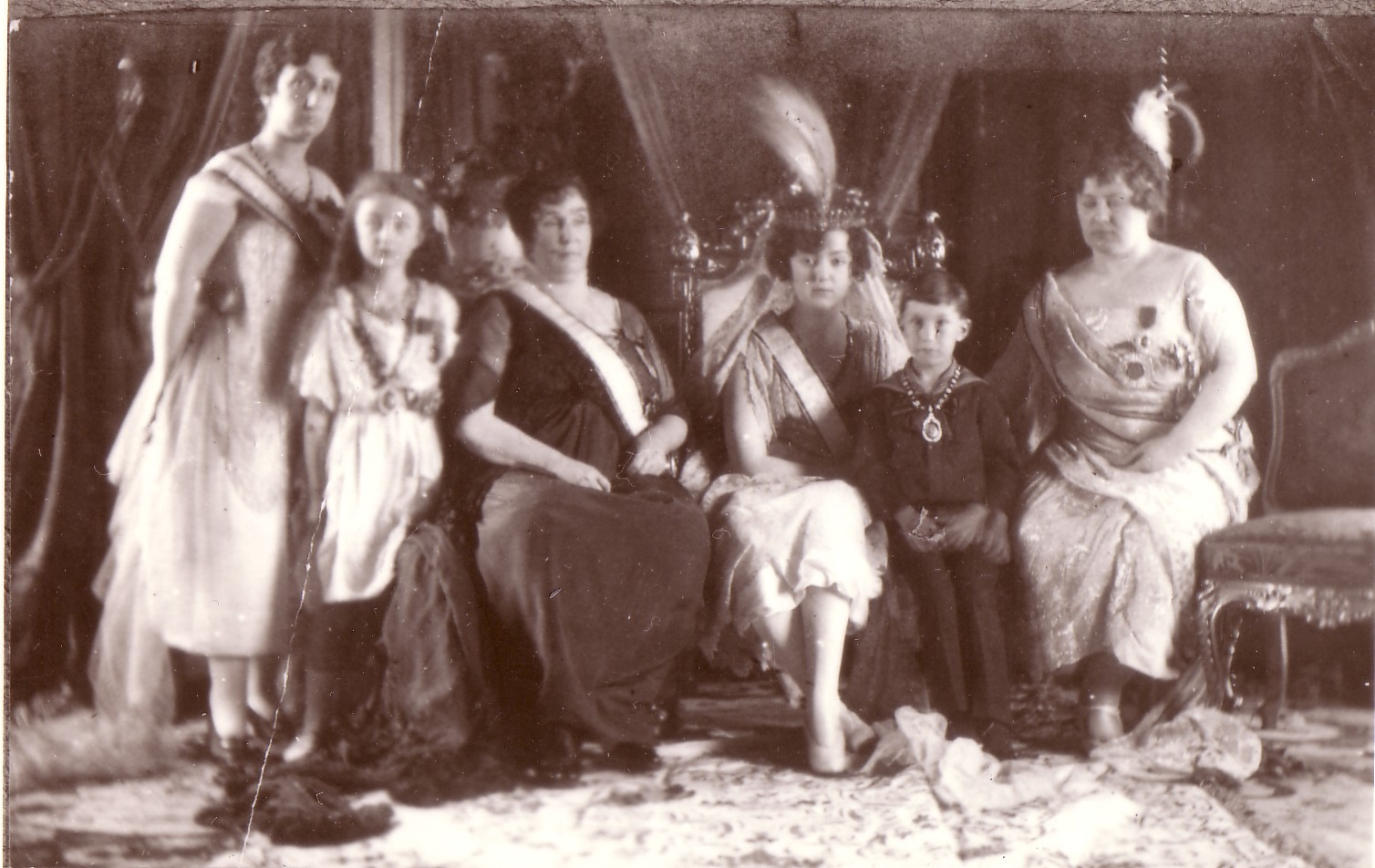
Le jour du mariage de Rukiye Sabiha Sultan en 1920, de gauche à droite : Fatma Ulviye Sultan, Ayşe Hatice Hayriye Dürrüşehvar Sultan, Emine Nazikeda Kadınefendi, Rukiye Sabiha Sultan, Mehmed Ertuğrul Efendi, Şehsuvar Hanımefendi.

- Ahmed Nihad, prétendant au trône sous le nom d'Ahmed IV (1944-1954)
- Osman Fouad, prétendant au trône sous le nom d'Osman IV (1954-1973)
- Mehmed Abdulaziz, prétendant au trône sous le nom d'Abdulaziz II  (1973-1977)
- Ali Vâsib, prétendant au trône sous le nom d'Ali Ier (1977-1983)
- Mehmed Orhan, prétendant au trône sous le nom d'Orhan II (1983-1994)
- Osman Ertuğrul Osmanoğlu, prétendant au trône sous le nom d'Osman V ou Ertuğrul II (1993-2009)
- Osman Bayezid Osmanoğlu, prétendant au trône sous le nom de Bayezid III (2009-2017)
- Dündar Ali Osmanoğlu, prétendant au trône sous le nom d'Osman VI (2017-2021)
- Harun Osmanoğlu, prétendant au trône sous le nom d'Osman VII (depuis 2021)

## Arbre généalogique simplifié
- Ertuğrul (mort vers 1281)
  - Osman Ier (mort vers 1326)
    - Orhan (vers 1281-1362)
      - Mourad Ier (1326-1389)
        - Bayezid Ier (1354-1403)
          - Soliman (mort en 1411)
          - Isa (mort en 1407)
          - Moussa (mort en 1413)
          - Moustafa (mort en 1422)
          - Mehmed Ier (1381-1421)
            - Mourad II (1404-1451)
              - Mehmed II (1432-1481)
                - Bayézid II (1447-1512)
                  - Sélim Ier (1470-1520)
                    - Soliman Ier (1494-1566)
                      - Sélim II (1524-1574)
                        - Mourad III (1546-1595)
                          - Mehmed III (1566-1603)
                            - Ahmed Ier (1590-1617)
                              - Osman II (1604-1622)
                              - Mourad IV (1612-1640)
                              - Ibrahim Ier (1615-1648)
                                - Mehmed IV (1642-1693)
                                  - Moustafa II (1664-1703)
                                    - Mahmoud Ier (1696-1754)
                                    - Osman III (1699-1757)

                                  - Ahmed III (1673-1736)
                                    - Moustafa III (1717-1774)
                                      - Sélim III (1761-1808)

                                    - Abdülhamid Ier (1725-1789)
                                      - Moustafa IV (1779-1808)
                                      - Mahmoud II (1785-1839)
                                        - Abdülmecid Ier (1823-1861)
                                          - Mourad V (1840-1904)
                                            - Şehzade Mehmed Selaheddin (1861-1915)
                                              - Ahmed Nihad (1883-1954)
                                                - Ali Vâsib (1903-1983)

                                              - Osman Fouad (1895-1973)

                                          - Abdülhamid II (1842-1918)
                                            - Mehmed Selim (1870-1937)
                                              - Mehmed Abdülkerim (1906-1935)
                                                - Dündar Ali Osmanoğlu (1930-2021)
                                                - Harun Osmanoğlu (né en 1932)

                                            - Şehzade Mehmed Abdülkadir (1878-1944)
                                              - Mehmed Orhan (1909-1994)

                                            - Şehzade Mehmed Burhaneddin (1885-1949).
                                              - Osman Ertuğrul (1912-2009)

                                          - Mehmed V (1844-1918)
                                          - Şehzade Mehmed Burhaneddin (1849-1876)
                                            - Ibrahim Tevfik (1874-1931)
                                              - Osman Bayezid (1924-2017)

                                          - Mehmed VI (1861-1926)

                                        - Abdülaziz (1830-1876)
                                          - Abdülmecid II (1868-1944)
                                          - Şehzade Mehmed Seyfeddin (1874-1927)
                                            - Mehmed Abdulaziz (1901-1977)

                                - Soliman II (1642-1691)
                                - Ahmed II (1643-1695)

                            - Moustafa Ier (1591-1639)